# Liste des maires de Gentilly
La liste des maires de Gentilly présente la liste des maires de la commune française de Gentilly, située dans le département du Val-de-Marne en région Île-de-France.

## Liste des maires

### Entre 1800 et 1944
| Période                                            | Période        | Identité                              | Étiquette | Qualité |
| -------------------------------------------------- | -------------- | ------------------------------------- | --------- | --- |
| 1800                                               | 1835           | Guillaume Recodere                    |           | Ancien curé de Gentilly Démissionnaire                                                                                   |
| 1835                                               | 1840           | Claude Henri Duvergier                |           | Négociant |
| 1840                                               | 1848           | Claude Siméon Joseph Dardelin         |           | |
| 1848                                               | 1848           | Firmin Gouin                          |           | Épicier |
| 1848                                               | 1851           | Claude Siméon Joseph Dardelin         |           | |
| 1851                                               | 1860           | Jacques Constant Hillemand            |           | Notaire Démissionnaire                                                                                                   |
| 1860                                               | 1862           | Claude Alexis Dussaux                 |           | Avocat |
| 1862                                               | 1865           | Jean Baptiste Julien Stanislas Breaux |           | Directeur de l'hospice de Bicêtre Décédé en fonction                                                                     |
| 1865                                               | 1871           | Hippolyte Vallée                      |           | Journaliste, libraire et psychiatre                                                                                      |
| 1871                                               | 1874           | Camille Léopold Brisset               |           | Pharmacien |
| 1874                                               | 1878           | Jacques Jules Sigault                 |           | Biscuitier |
| 1878                                               | 1881           | Étienne Alcide Vialla                 |           | Pharmacien |
| 1881                                               | 1884           | Louis Désiré Crespel                  |           | Employé à l'hospice de Bicêtre                                                                                           |
| 1884                                               | 1888           | Étienne Alcide Vialla                 |           | Pharmacien |
| 1888                                               | 1896           | Charles François Eugène Clément       |           | Président de la délégation spéciale                                                                                      |
| 1896                                               | 1897           | Jean Claude Corne                     |           | Corroyeur président de la délégation spéciale                                                                            |
| 1897                                               | 1897           | Elie Bernard Brault                   |           | Ancien avocat |
| 1897                                               | 1904           | Alexandre Joseph Legrain              |           | Grainetier |
| 1904                                               | septembre 1908 | Charles François Calmus               |           | Corroyeur Décédé en fonction                                                                                             |
| 1908                                               | 1912           | Jules Adolphe Carpentier              |           | Ingénieur civil |
| 1912                                               | 1913           | Lucien Prosper Pirou (1877-1922)      |           | Tanneur industriel |
| 1913                                               | mars 1916      | Paul Théophile Leroux (1852-1916)     |           | Employé Premier adjoint faisant fonction de maire Décédé en fonction                                                     |
| 1916                                               | 1934           | Auguste Gratien                       | PRRRS     | Briquetier puis entrepreneur de couverture Député de la Seine (1928 → 1936) Conseiller général de la Seine (1925 → 1935) |
| février 1934                                       | 1939           | Georges Beaugrand                     | PCF       | Ouvrier boucher, syndicaliste Député de la Seine (1928 → 1932) Conseiller général de la Seine (1935 → 1940)              |
| 1939                                               | 1940           | Léon Théodore Valette                 |           | |
| 1940-1944 : Délégation spéciale du régime de Vichy |                |                                       |           | |
| 1944                                               | 1944           | Léon Théodore Valette                 |           | |

### Depuis 1944
Depuis la Libération, cinq maires se sont succédé à la tête de la commune.
| Période          | Période          | Identité                   | Étiquette | Qualité |
| ---------------- | ---------------- | -------------------------- | --------- | --- |
| août 1944        | 28 février 1962  | Charles Frérot (1898-1962) | PCF       | Comptable Conseiller général de la Seine (1945 → 1953) Décédé en fonction                                                                                       |
| 7 avril 1962     | mars 1977        | Hélène Edeline             | PCF       | Sténodactylographe Sénatrice du Val-de-Marne (1975 → 1977) Conseillère générale de la Seine (1953 → 1967) Conseillère générale du Kremlin-Bicêtre (1967 → 1976) |
| mars 1977        | 15 novembre 1997 | Carmen Leroux (1936-2009)  | PCF       | Infirmière Vice-présidente de l'OPIHLM d’Arcueil-Gentilly (1977 → 1995) Démissionnaire                                                                          |
| 15 novembre 1997 | 15 mars 2008     | Yann Joubert               | PCF       | Cadre de la fonction publique, ancien 1er adjoint Maire honoraire                                                                                               |
| 15 mars 2008     | 2 mars 2024      | Patricia Tordjman          | PCF       | Fonctionnaire Présidente de la CA de Val de Bièvre (2011 → 2014)                                                                                                |
| 2 mars 2024      | En cours         | Fatah Aggoune              | PCF       | Ancien 1er adjoint |

## Pour approfondir